# Ali Meshkini
Ali Akbar Feyz-Ani dit Ali-Akbar Meshkini, né le 2 décembre 1921 à Meshkinshahr, dans le nord-ouest de l'Iran, et mort le 30 juillet 2007 à Téhéran, était un important membre du clergé iranien ayant rang d'ayatollah et un homme politique qui prit une part active à l'instauration du régime islamique en Iran lors de la Révolution qui suivit le retour dans son pays de l'ayatollah Khomeini en 1979.
C'était un des hauts-responsables iraniens parmi les plus conservateurs, reconnu comme l'un des plus grands défenseurs de la ligne dure du régime.
Il est également l'auteur de nombreux ouvrages sur la jurisprudence islamique et des questions générales sur le Coran.

## Biographie
Ali Meshkini était un Azerbaïdjanais iranien né dans un village près de Meshkinshahr.
Farouche opposant à la monarchie, il a été un des plus grands soutiens de Rouhollah Khomeini lors de la Révolution iranienne. Le 15 août 1979, il est désigné membre de l'assemblée des experts chargés de la rédaction de la constitution.
D'un tempérament réservé et discret, il n'obtint aucun poste important à la fin de la révolution. Il est cependant candidat à l'élection de la première législature de l'Assemblée des experts, un organe qui compte 86 membres uniquement religieux, chargé de choisir le Guide de la Révolution (Iran), premier personnage du régime islamique.
Rouhollah Khomeini, cherchant une personne fidèle et loyale pour diriger l'assemblée des experts afin d'éviter un contre-pouvoir, convainc Meshkini de se présenter à la présidence de l'assemblée.
Khomeini appuyant la candidature de Meshkini, ce-dernier est l'unique candidat à la présidence et est élu à la majorité absolue.
En 1991 et 1999, il sera toujours largement réélu à ce poste .
En 1989, il préside la commission chargé de la réforme de la Constitution iranienne. Il a également été mis à la tête d'une commission chargé de rédiger des amendements visant à renforcer le pouvoir judiciaire.
En 2006, malgré de graves problèmes de santé, il se représente à la présidence de l'assemblée pour un quatrième mandat. Il remporte l'élection de justesse face à son concurrent principal, l'ancien président de la république Hachemi Rafsandjani.
Il dirigeait également la prière du vendredi à Qom, la capitale religieuse de l'Iran.
Ali Meshkini est mort d'une infection pulmonaire le lundi 30 juillet 2007, à 85 ans, à l'hôpital de Téhéran, où il avait été admis au début du mois.